# Eremopterix
Eremopterix – rodzaj ptaków z rodziny skowronków (Alaudidae).

## Zasięg występowania
Rodzaj obejmuje gatunki występujące w Afryce i Azji.

## Morfologia
Długość ciała 10–14 cm; masa ciała 12–21 g.

## Systematyka
Rodzaj zdefiniował w 1836 roku niemiecki paleontolog i przyrodnik Johann Jakob Kaup w publikacji swojego autorstwa Das Thierreich in seinen Hauptformen. Kaup nie wskazał gatunku typowego. W ramach późniejszego oznaczenia w 1907 roku rosyjski ornitolog Walentin Bianchi na typ nomenklatoryczny wyznaczył obecny (2023) podgatunek pustynki białouchej – E. leucotis melanocephala.

### Etymologia
- Megalotis: gr. μεγαλως megalōs ‘niezmiernie’, od μεγας megas, μεγαλη megalē ‘wielki’; -ωτις -ōtis ‘-uchy’, od ους ous, ωτος ōtos ‘ucho’[14]. Typ nomenklatoryczny: Swainson nie wskazał gatunku typowego; typ nomenklatoryczny w ramach późniejszego oznaczenia Fringilla otoleucus Temminck, 1824 (= Loxia leucotis Stanley, 1814)[15].
- Eremopterix (Eremopteryx): gr. ερημος erēmos ‘pustynia’; πτερυξ pterux, πτερυγος pterugos ‘ptak, skrzydlaty stwór’[16].
- Pyrrhulauda (Pyralauda, Pyrrhalauda, Pyrrhulalauda): zbitka wyrazowa nazw rodzajów: Pyrrhula Brisson, 1760 (gil) oraz Alauda Linnaeus, 1758 (skowronek)[17]. Typ nomenklatoryczny: Smith nie podał gatunku typowego; typ nomenklatoryczny w ramach późniejszego oznaczenia Eremopterix australis A. Smith, 1836[18].
- Coraphites: gr. κοραφος koraphos ‘nieznany ptak’, być może skowronek; -ιτης -itēs ‘przypominający’[19].
- Pyrgilauda: zbitka wyrazowa nazw rodzajów: Pyrgita Cuvier, 1816 (wróbel) oraz Alauda Linnaeus, 1758 (skowronek)[20].

### Podział systematyczny
Do rodzaju należą następujące gatunki:
- Eremopterix australis (A. Smith, 1836) – pustynka czarnogłowa
- Eremopterix hova (Hartlaub, 1860) – pustynka madagaskarska
- Eremopterix nigriceps (Gould, 1839) – pustynka białoczelna
- Eremopterix leucotis (Stanley, 1814) – pustynka białoucha
- Eremopterix griseus (Scopoli, 1786) – pustynka szarawa
- Eremopterix verticalis (A. Smith, 1836) – pustynka białołbista
- Eremopterix signatus (Oustalet, 1886) – pustynka brunatnogłowa
- Eremopterix leucopareia (G.A. Fischer & Reichenow, 1884) – pustynka płowa